# Piedra de Fámjin
La piedra de Fámjin (en feroés: Fámjinssteinurin) es una piedra rúnica exhibida en la iglesia de Fámjin, en el municipio homónimo, en las islas Feroe.

## Descripción
La piedra, que lleva grabadas inscripciones tanto en alfabeto rúnico como latino (siendo el último traducción del primero), se remonta a la época posterior a la reforma de la Iglesia de las Islas Feroe de 1538 (parte de la reforma protestante noruego-danesa), siendo prueba de que las runas seguían en uso después de la época católica de esta región, hasta bien entrado el siglo XVI. La piedra de Fámjin es por tanto la más reciente de las piedras rúnicas feroesas.
Sin embargo, por la poca cantidad de runas que lleva grabadas, la piedra es de poco interés lingüístico para la investigación de las lenguas escandivnavas.